# Dragon Quest
Dragon Quest (ドラゴンクエスト?, Doragon Kuesuto), conosciuto fino al 2006 come Dragon Warrior nel mercato occidentale, è una serie di videogiochi JRPG ideata nel 1985 da Yūji Horii e dal suo studio, Armor Project, con la collaborazione di Akira Toriyama e di Kōichi Sugiyama.

Logo del franchise

È considerata una delle più importanti serie della storia in stile JRPG e ha contribuito profondamente a stabilire i canoni del videogioco ruolistico su console, influenzando altri titoli appartenenti allo stesso genere come Final Fantasy e Fire Emblem.
La serie di Dragon Quest è stata creata, prodotta e pubblicata da Enix, poi fusasi con la concorrente Square Soft per formare Square Enix; ad oggi esistono undici capitoli principali, ventidue spin-off e numerosi adattamenti animati. I vari capitoli della serie sono stati pubblicati per Windows, Nintendo Entertainment System, Super Nintendo Entertainment System, Game Boy Color, Game Boy Advance, Nintendo DS, Nintendo 3DS, Nintendo Wii, Nintendo Wii U, Nintendo Switch, PlayStation, PlayStation 2, PlayStation 3, PlayStation 4, Xbox One e Xbox Series X.

## Caratteristiche
Sin dal primo gioco della serie, ciascun episodio si ambienta in un mondo high fantasy e mette il giocatore nei panni di un eroe che viaggia per salvare il suo paese dal pericolo di un potente nemico malvagio, accompagnato (a partire da Dragon Quest II) da un gruppo di comprimari. Tutti i titoli della serie principale e molti spin-off presentano delle meccaniche ricorrenti: il combattimento a turni; il reclutamento di mostri; le tipologie di mostri (in particolare gli Slime, che sono diventati la mascotte della serie); un sistema di menù testuali (anziché a icone); i combattimenti casuali, dismessi però a partire da Dragon Quest IX: Le sentinelle del cielo. Questo impianto prende spunto dai primissimi videogiochi di ruolo occidentali per computer, quali Wizardry e Ultima, e fu progettato da Horii in modo che il gameplay fosse intuitivo e accessibile a tutti i possibili utenti.

### Modalità di gioco
Nella maggior parte dei giochi appartenenti alla saga principale, il giocatore controlla un party di personaggi che possono spostarsi all'interno di città e comprare armi, armature e oggetti, per poi combattere i mostri al di fuori delle cittadine: o nell'overworld, o all'interno di dungeon. In tutti gli episodi dal primo all'ottavo, i mostri non vengono mostrati a schermo e attaccano la squadra secondo probabilità nascoste: quando il party incontra dei mostri, la visuale passa in soggettiva e ai giocatori vengono mostrati dei menu testuali, tramite i quali decidere le mosse di ciascun membro del party (come attaccare con la propria arma, lanciare uno specifico incantesimo o mettersi in difensiva). Questi scontri in prima persona basati sui menu sono diventati un marchio di fabbrica della serie. Una volta che il party ha sconfitto i nemici e vinto così la battaglia, ogni personaggio guadagna dei punti esperienza per raggiungere nuovi livelli. Quando un personaggio passa a un livello superiore, le sue statistiche migliorano. Le vittorie forniscono ai giocatori anche oro con cui comprare nuovi strumenti. Oltre a punti esperienza e oro, a volte i mostri possono lasciare oggetti consumabili, che entrano direttamente nell'inventario del protagonista. Mediamente i giochi della serie incentivano il grind, data l'elevata difficoltà dei dungeon e dei boss.
Nella maggior parte dei Dragon Quest il giocatore è tenuto a entrare in una chiesa (adattata in "Casa della Guarigione" nelle traduzioni NES) e a parlare con un prete o una suora per salvare i progressi di gioco; fanno eccezione i primi tre episodi, in cui i giocatori devano parlare con un re (e si noti che nell'edizione giapponese per Famicom i primi due titoli utilizzavano una password di salvataggio dati) e l'undicesimo, che permette di salvare anche nell'overworld in corrispondenza di piccoli altari. Se il gruppo muore in battaglia, si perde metà del proprio oro e si viene teletrasportati nell'ultimo punto di salvataggio, dove il protagonista resuscita. Poi i giocatori devono pagare un prete o una suora per riportare in vita i compagni.
I primi episodi della serie includono come easter egg una o più massaggiatrici puff-puff: onomatopea giapponese indicante una donna che trastulla il suo seno, specialmente strofinandolo sul viso di un uomo. Il giocatore può ingaggiare tali massaggiatrici e i conseguenti testi a schermo descrivono la conseguente interazione preliminare. Alcune traduzioni nord americane decisero di censurare questi intermezzi spinti e i titoli più recenti, avendo adottato una grafica relativamente più fotorealistica, tendono a evitarli o al massimo a parodiarli.
In Dragon Quest III, Dragon Quest VI: Nel regno dei sogni, Dragon Quest VII e Dragon Quest IX: Le sentinelle del cielo, le capacità dei personaggi sono regolate con un sistema a classi intercambiabili. Le classi iconiche della serie, codificate in Dragon Quest III, sono lottatore, mercante, giullare, ladro, guerriero, chierico e mago (con l'aggiunta del saggio come classe segreta), impianto variamente ampliato nei successivi episodi; Dragon Quest VI e VII, inoltre, gestiscono come classi anche i poteri dei mostri.
A partire da Dragon Quest IV: Le cronache dei prescelti, ogni gioco della serie prevede come minigioco facoltativo la ricerca delle mini-medaglie: piccole monete con impressa una stella a cinque punte, sparse per il mondo di gioco in nascondigli di vario tipo, che il giocatore può barattare in cambio di oggetti utili. Horii introdusse le mini-medaglie perché aveva trovato ben riuscita la collezione di creste e sfere dei precedenti Dragon Quest, che però era un'attività obbligatoria per completare la trama principale; pertanto concepì le mini-medaglie come attività opzionale che aumentasse la longevità del gioco.

### Mostri

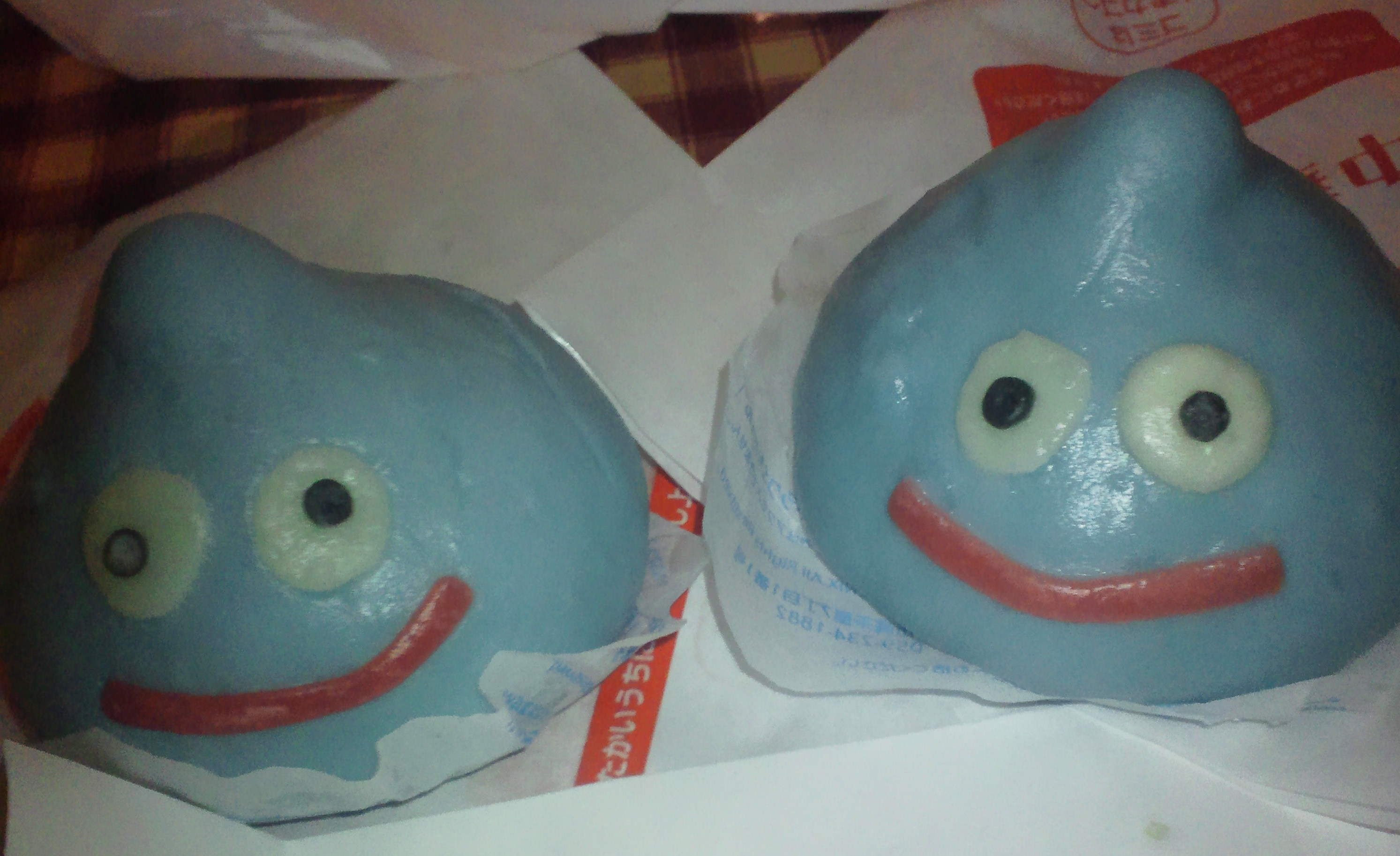
Nikuman a forma di Slime, il nemico più celebre della serie

Al pari delle meccaniche di gioco fondamentali, anche le tipologie di mostri ricorrono da un episodio all'altro della serie, in particolare gli Slime, i Vampistrelli, gli Zombie, le Mummie, i Sacchi Golosoni e i Draghi.. Al pari dei personaggi principali, anche i mostri sono stati disegnati da Akira Toriyama.
Numerosi Dragon Quest permettono al giocatore di reclutare i mostri per combattere al loro fianco. In Dragon Quest IV si può reclutare per il primo capitolo un mostro Healie. In Dragon Quest V e VI i mostri da affiancarsi vengono scelti dal giocatore. In Dragon Quest VIII i giocatori possono reclutare mostri dopo averli sconfitti per farli combattere all'interno di un'arena oppure n combattimenti normali, anche contro i vari boss.
Gli Slime sono la mascotte ufficiale del franchise. Yuji Horii li ha definiti un esempio delle abilità di Toriyama, dichiarando che ha avuto bisogno del suo "potere [artistico] di prendere qualcosa come una vasca di melma (slime in inglese, appunto) e trasformarla in un grandioso personaggio." Uno Slime è un piccolo blob blu, a forma di goccia d'acqua, con un viso. È apparso in ogni Dragon Quest ed è in genere uno dei primi mostri che incontra il giocatore.

### Erdrick/Loto
Erdrick, chiamato Loto nei testi originali giapponesi, è una figura centrale dei primi tre Dragon Quest, che si concatenano a comporre la "Trilogia di Erdrick". Nell'ambientazione di questi tre giochi, Erdrick è il leggendario eroe che liberò il Regno di Alefgard dall'oscurità.
In Dragon Quest I, il personaggio giocante è un discendente di Erdrick e deve ripercorrere i passi del suo antenato per salvare Alefgard dal malvagio stregone Dragonlord. I tre protagonisti di Dragon Quest II sono i bisnipoti dell'eroe dell'I ed esplorano il vasto mondo di Torland, di cui Alefgard è un continente. In entrambi i giochi i migliori armamenti a disposizione del personaggio giocante sono la "Spada di Erdrick" e l'"Armatura di Erdrick", reliquie dell'antico eroe. Dragon Quest III è invece un prequel in cui il giocatore veste i panni di Erdrick stesso e ne percorre la leggendaria impresa: al termine di questo episodio si scopre, inoltre, che "Erdrick" non è un nome proprio ma un titolo onorifico (e non a caso è impossibile imporre al protagonista il nome di "Erdrick", nella versione originale, o di "Loto" nel remake per Game Boy Color).
Nel 2017 la "Trilogia di Erdrick" è divenuta una tetralogia con la pubblicazione di Dragon Quest XI, in quanto una serie di rimandi e citazioni rivela che quest'ultimo gioco è un antefatto di Dragon Quest III. L'ordine cronologico di questa sotto-serie è dunque: Dragon Quest XI, Dragon Quest III, Dragon Quest I, Dragon Quest II.
Il manga Dragon Quest: L'emblema di Roto vede come protagonista Arus, discendente di Erdrick.

### Zenithia
Zenithia, altrimenti detto Castello Zenith o Zenith, è un castello fluttuante apparso per la prima volta in Dragon Quest IV e poi nuovamente in Dragon Quest V e VI. La sua presenza centrale all'interno di tutti e tre i giochi ha fatto sì che questo gruppo venga descritto anche come "Trilogia di Zenithia" o "di Tenku" (ossia "Paradiso"), in modo analogo alla Trilogia di Erdrick. Horii ha tuttavia affermato che la concatenazione fra i tre titoli non è stata deliberata: "Ogni titolo Dragon Quest rappresenta una nuova storia autoconclusiva, quindi non vedo molto la connessione tra i giochi della serie. Immagino che si possa dire che l'immaginazione dei giocatori ha unito tra loro in qualche modo i vari titoli."
In Dragon Quest IV si può raggiungere Zenithia scalando la torre al di sopra dell'ingresso al mondo dell'oscurità. Nel V, invece, Zenithia si trova dentro un lago a sud di Elheaven, finché non viene rinvenuto il Globo d'Oro – un oggetto che permette al castello di librarsi in aria. Nel VI Zenithia era in origine un comune castello nel "Regno dei Sogni", ma il Re Demone Durran l'ha conquistata, sradicata dalle sue fondamenta e fatta fluttuare per magia. Quando il Regno dei Sogni torna al suo stato naturale, Zenithia è l'unica sua parte a rimanere nel mondo "reale", sempre come isola fluttuante. Oltre alla trilogia, anche nel remake di Dragon Quest III esiste un castello chiamato Zenithia, per quanto appaia molto diverso rispetto a quello della serie Tenku.

## Videogiochi

### Serie principale

Schermata di Dragon Quest per Nintendo Famicom/NES

I primi quattro titoli della serie sono usciti originariamente su Nintendo Entertainment System (NES) in Giappone e Nord America. In Giappone i primi due giochi furono distribuiti oltre che su NES anche per MSX. Tutti e quattro hanno avuto riedizioni su console successive. Dragon Quest è stato messo in commercio per la prima volta in Giappone il 27 maggio 1986, mentre in Nord America nell'agosto del 1989 con il titolo di Dragon Warrior. Dragon Quest II Akuryo no Kamigami è uscito in Giappone nel 1987 e in Nord America nel 1990 come Dragon Warrior II. Dragon Quest III Soshite Densetsu e... è stato messo in commercio in Giappone nel 1989 e in Nord America, col nome di Dragon Warrior III, nel 1992. Dragon Quest IV: Le cronache dei prescelti è uscito nel 1990 in Giappone e nel 1992 in Nord America come Dragon Warrior IV. Il remake del 2001 per PlayStation (PS1) di quest'ultimo è uscito solo in Giappone, nonostante fosse stato programmato anche per la vendita in territorio americano, mentre il successivo remake per DS è stato distribuito in America del Nord, Europa e Australia, con il titolo originale. Tuttavia la versione europea è priva del numerale identificativo.
Due sono i giochi usciti per Super Nintendo Entertainment System (SNES): Dragon Quest V: La sposa del destino del 1992 e Dragon Quest VI: Nel regno dei sogni del 1995. Il quinto episodio sarebbe dovuto uscire anche in Nord America, ma Enix cancellò il progetto; non fu mai dichiarata una motivazione ufficiale, ma va notato che l'azienda chiuse di lì a poco la sua divisione nordamericana.
Per entrambi i titoli sono stati sviluppati dei remake per Nintendo DS, entrambi usciti in Nord America, Europa e Australia. Degno di nota come Dragon Quest V sia stato pubblicato in Europa senza il numero identificativo, al pari del remake per l'episodio IV, mentre la nuova versione del VI presenta il titolo completo. Il successivo episodio è uscito per PlayStation: Dragon Quest VII: Eden no Senshi-tachi, nel 2000 in Giappone e nel 2001 in Nord America, ancora con il nome di Dragon Warrior VII. Dragon Quest VIII: L'odissea del re maledetto è uscito per PlayStation 2 (PS2): nel 2004 in Giappone, nel 2005 in Nord America e nel 2006 in Europa e Australia. In Europa fu omessa ancora la numerazione. Dragon Quest VIII è il primo della serie uscito con il nome originale anche in America e anche il primo titolo della serie principale edito in Europa. Dragon Quest IX: Le sentinelle del cielo, unico titolo progettato originariamente per DS, è uscito nel 2009 in Giappone e nel 2010 in America, Europa e Australia. Dragon Quest X: Mezame Shi Itsutsu no Shuzoku Online è stato messo in commercio per Wii nel 2012 e a differenza dei precedenti episodi è un Massive Multiplayer Online Role-Playing Game. Nel 2013 ne è stata prodotta una versione per Wii U, con connettività al Nintendo 3DS. Dragon Quest XI: Echi di un'era perduta è stato pubblicato nel 2017 in Giappone e nel 2018 nel resto del mondo.
Il 27 maggio 2021, giorno del trentacinquesimo anniversario di Dragon Quest, viene annunciato il dodicesimo capitolo della saga: Dragon Quest XII: Le fiamme del fato. Secondo Yuji Horii, il gioco avrà un tono più cupo rispetto agli altri titoli della saga e presenterà opzioni di scelta che potrebbero influire sulla storia. Il gioco rinnoverà anche il tradizionale sistema di combattimento a turni.
- Dragon Quest (1986) per NES, MSX, MSX2, PC-9801, SNES, Game Boy Color, Cellulare, Wii, Android/iOS, PS4 e 3DS.
- Dragon Quest II (1987) per NES, MSX/MSX2, SNES, Game Boy, Cellulare, Wii, Android/iOS, PS4, 3DS e Switch.
  - Dragon Quest I & II HD-2D Remake (2025) per PS5, Switch, Xbox X/S, Steam, Windows.
- Dragon Quest III (1988) per SNES, Game Boy, Cellulari, Wii, Android/iOS, PS4 e 3DS, Switch.
  - Dragon Quest III HD-2D Remake (2024) per PS5, Switch, Xbox X/S, Steam, Windows.
- Dragon Quest IV (1990) per NES,  PlayStation, DS,  Android/iOS.
- Dragon Quest V (1992) per SNES, PlayStation 2, DS, Android/iOS.
- Dragon Quest VI (1995) per SNES, DS, Android/iOS.
- Dragon Quest VII (2000) per PS1, 3DS, Android/iOS.
- Dragon Quest VIII (2004) per PS2, 3DS, Android/iOS.
- Dragon Quest IX (2009) per DS.
- Dragon Quest X (2012) per PS4, Switch, 3DS, Wii, WiiU, Windows, Android/iOS.
- Dragon Quest XI (2017) per PS4, Xbox One, Switch, 3DS, Windows, Google Stadia.
- Dragon Quest XII (TBA) per PS5, Xbox X/S, Switch 2, Windows.

### Spin-off
Il franchise comprende vari spin-off, come la serie di Dragon Quest Monsters. Esiste inoltre una serie di arcade dal titolo Dragon Quest: Monster Battle Road, dove i giocatori competono con carte da gioco reali raffiguranti i mostri della serie, da infilare in uno slot apposito nel cabinato da sala giochi, per far apparire nello schermo di quest'ultimo il proprio mostro con i propri dati salvati. Questa è l'unica serie spin-off i cui titoli non sono mai usciti dal suolo nipponico. Le serie di Mystery Dungeon e Fortune Street utilizzano personaggi ed elementi della serie di Dragon Quest.
Nel 1993 Chunsoft sviluppò un gioco per Super Nintendo con protagonista Torneko, uno degli eroi di Dragon Quest IV: Le cronache dei prescelti. Il gioco, dal titolo Torneko no Daibōken: Fushigi no Dungeon, continuava la storia del protagonista dopo gli eventi del quarto capitolo della serie principale. Il gioco ebbe un grande successo in Giappone. Nel 2000 Torneko: The Last Hope, un seguito diretto, fu messo in commercio in Giappone e in America. Il gameplay era simile al primo titolo, sebbene questo secondo episodio venne considerato troppo facile dall'utenzai. Per PlayStation 2 venne distribuito un terzo episodio, intitolato Fushigi no Dungeon 3 Torneko no Daibouken. Il secondo e il terzo capitolo di questa serie spin-off ebbero un remake per Game Boy Advance. Un quarto capitolo della serie, con protagonista Yangus e intitolato Dragon Quest: Shōnen Yangus to Fushigi no Dungeon, fu messo in commercio nel 2006 per PlayStation 2. Il successo della serie Mystery Dungeon, spinse i produttori a sviluppare vari episodi incentrati su altre serie videoludiche.
Altri spin-off celebri basati sul franchise Dragon Quest, sono la serie di RPG Dragon Quest Monsters, il cui primo episodio apparve per la prima volta per console Game Boy Color nel 1998, e la serie Slime, nella quale il protagonista è lo Slime, il più iconico avversario della serie regolare.

#### SerieMystery Dungeon
- Torneko no Daibōken: Fushigi no Dungeon (SNES, 1993)
- Torneko: The Last Hope (PlayStation, Game Boy Advance, 1999)
- Dragon Quest Characters: Torneko no Daibōken 3 (PlayStation 2, Game Boy Advance, 2002)
- Dragon Quest: Shōnen Yangus to Fushigi no Dungeon (PlayStation 2, 2006)

#### SerieMonsters
- Dragon Quest Monsters: Terry's Wonderland (Game Boy Color 1998, PlayStation 2002, Nintendo 3DS 2012, iOS/Android 2018, Nintendo Switch 2019)
- Dragon Quest Monsters 2 (Game Boy Color, PlayStation, 2001)
- Dragon Quest Monsters: Caravan Heart (Game Boy Advance, 2003)
- Dragon Quest Monsters: Joker (Nintendo DS, 2006)
- Dragon Quest Monsters: Joker 2 (Nintendo DS, 2010)
- Dragon Quest Monsters: Terry's Wonderland 3D (Nintendo 3DS, 2012)
- Dragon Quest Monsters: Joker 3 (Nintendo 3DS, 2016)
- Dragon Quest Monsters: Il Principe oscuro (Nintendo Switch, 2023)

#### SerieSlime
- Slime MoriMori Dragon Quest: Shōgeki no Shippo Dan (Game Boy Advance, 2003)
- Dragon Quest Heroes: Rocket Slime (Nintendo DS, 2005)
- Slime MoriMori Dragon Quest 3: Taikaizoku to Shippo Dan (Nintendo 3DS, 2011)

#### SerieMonster Battle Road
- Dragon Quest: Monster Battle Road (arcade, 2007)
- Dragon Quest: Monster Battle Road II Legends (arcade, 2009)
- Dragon Quest: Monster Battle Road Victory (arcade, Wii, 2010)

#### Altri
- Kenshin Dragon Quest: Yomigaerishi Densetsu no Ken (console dedicata, 2003)
- Dragon Quest Swords: The Masked Queen and the Tower of Mirrors (Wii, 2007)
- Dragon Quest Wars (Nintendo DSi, 2009)
- Dragon Quest Heroes (PS3, PS4, 2015)
- Dragon Quest Heroes II (PS3, PS4, 2017)
- Dragon Quest Builders (PS3, PS4, PS Vita 2016, Nintendo Switch 2018)
- Dragon Quest Builders 2 (PS4, Nintendo Switch 2018, PC 2019)
- Dragon Quest Treasures (Nintendo Switch 2022, PC 2023)

## Media correlati

### Musica

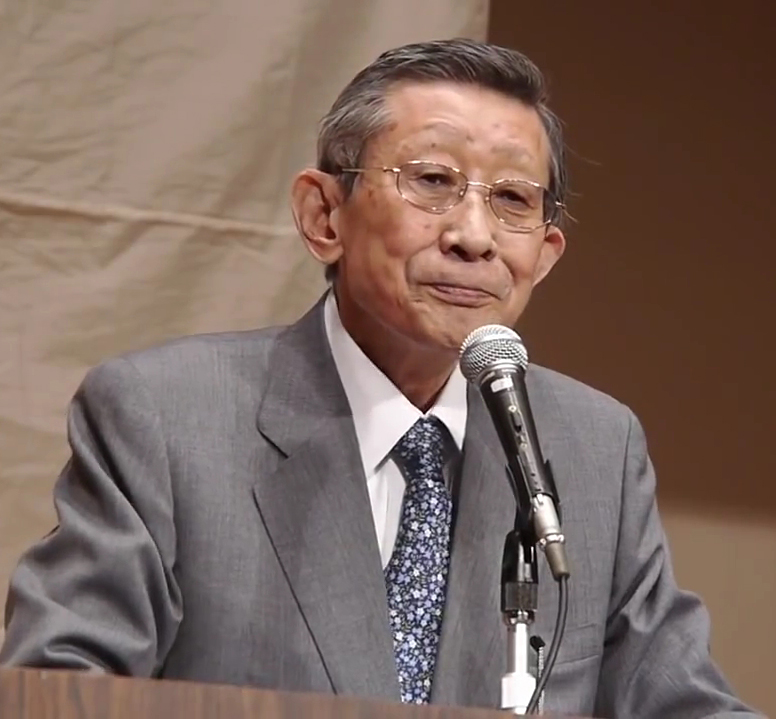
Koichi Sugiyama, compositore della colonna sonora della serie

La colonna sonora di Dragon Quest fu composta e arrangiata da Kōichi Sugiyama. Sugiyama, al tempo un compositore per sceneggiati televisivi abbastanza conosciuto, inviò il proprio curriculum alla Enix, la quale, dopo aver preso visione delle sue referenze, decise di contattarlo per comporre la musica del primo Dragon Quest, riconoscendolo come il "Sugiyama della televisione". Sugiyama aveva già precedentemente composto la colonna sonora di un altro videogioco; Wingman 2. Sugiyama impiegò cinque minuti per comporre il tema principale della serie, il quale sarebbe rimasto invariato in tutti gli episodi futuri.
Il primo album di musica basato sulla serie fu pubblicato nel 1986, e comprendeva le musiche del primo Dragon Quest; a questo disco fecero seguito altri album basati sulla colonna sonora dei vari episodi successivi, uno per ogni titolo. Le otto composizioni originali costituenti la colonna sonora del primo episodio, definirono i canoni di molte colonne sonore di RPG venuti dopo, tanto che centinaia di esse erano organizzate alla stessa maniera. Gli arrangiamenti originali del primo Dragon Quest furono all'epoca considerati rivoluzionari per una musica da videogioco.
Altre compilation di Dragon Quest furono pubblicate in seguito, incluso Dragon Quest Game Music Super Collection Vol. 1. La filarmonica di Londra eseguì molte composizioni della serie, inclusa la compilation Symphonic Suite Dragon Quest Complete CD-Box. Molte soundtrack includono un secondo CD, come la colonna sonora di Dragon Quest VI. Nel 2003 la SME Visual Works pubblicò la compilation Symphonic Suite Dragon Quest Complete CD-Box, comprendente la colonna sonora dei primi sette titoli della serie.

### Romanzi
Il 23 dicembre 1989, fu pubblicata la prima serie di romanzi su Dragon Quest con due volumi basati sul terzo episodio della serie. Dopo il successo di questi romanzi, Enix cominciò a pubblicare altri romanzi sul franchise, andando in ordine cronologico e cominciando dal primo episodio della serie. I romanzi erano scritti in seconda persona, e il lettore poteva decidere la prossima azione da far svolgere ai personaggi del libro, il quale prevedeva differenti finali.
Altri romanzi pubblicati nel 1989 includevano: 
- Doragon Kuesuto Monsutā Monogatari (ドラゴンクエスト モンスター物語 Dragon Quest Monster Story);
- Doragon Kuesuto Aitemu Monogatari (ドラゴンクエストアイテム物語 Dragon Quest Item Story);
- la serie Dragon Quest Perfect Collection, la quale cominciò con Dragon Quest Perfect Collection 1990 (ドラゴンクエストパーフェクトコレクション1990?);
- i primi due romanzi di Takayashiki Hideo.

Altri romanzi pubblicati da differenti autori dedicati a differenti titoli della serie, includono:
- i primi quattro volumi pubblicati da Takayashiki Hideo basati sui primi tre giochi della serie;
- dieci volumi pubblicati da Kumi Saori;
- tre volumi su Dragon Quest VII di Hiroyuki Domon.

Con Shinsho Shousetsu Doragon Kuesuto I (新書 小説ドラゴンクエストI lit. New Light Novel Dragon Quest I), pubblicato nel 2000, cominciò una nuova serie di romanzi sul franchise ad opera di Takayashiki Hideo, Kumi Saori e Hiroyuki Domon.

### Manga

Copertina del 52° volume di Dai: la grande avventura

- Dai - La grande avventura Copertina del 52° volume di Dai: la grande avventuraCreato da Riku Sanjo[62] e Yūji Horii e disegnato da Kōji Inada, il manga su Dragon Quest cominciò ad essere pubblicato nel 1989 sulla rivista Weekly Shōnen Jump[63][64] e poi raccolto in volumetti. In Italia è stato tradotto e pubblicato da Star Comics. La storia è ambientata nello stesso mondo di Dragon Quest, ma non ha legami con quella principale.
- Dragon Quest e no michi
Manga narrante il dietro alle quinte del primo gioco della serie[65][66] edito nel 1990 da Ishimori Productions. Inedito in Italia, è conosciuto anche col nome internazionale The road to Dragon Quest. Gli eventi narrati si focalizzano sulla creazione della serie, e i protagonisti sono Yūji Horii, Koichi Nakamura, Koichi Sugiyama, Akira Toriyama, e Yukinobu Chida[67].
- Dragon Quest: L'emblema di Roto
Questa serie prodotta da Enix dal 1991 al 1997 con disegni di Kamui Fujiwara, storia di Chiaki Kawamata e collaborazione di Junji Koyanagi, segue la trama iniziata nel videogioco Dragon quest III: E così entrò nella leggenda..., collocandosi temporalmente fra quest'ultimo e Dragon Quest[68] coinvolgendo Arus, un discendente di Arel. In Italia i 21 volumi sono editi da Star Comics sotto il nome di Dragon Quest: l'Emblema di Roto.
- Dragon Quest VI: Maboroshi no daichi
Noto anche col titolo inglese Dragon Quest VI: Realms of Reverie, è un manga di Masaomi Kanzaki iniziato nel 1997 e poi raggruppato in 10 volumetti inediti in Italia che ripropone le vicende dell'omonimo capitolo del videogioco con leggeri cambiamenti[69].
- Dragon Quest: Eden no senshitachi
Noto anche col titolo inglese Dragon Quest VII: Warriors of Eden, è stato scritto e illustrato da Kamui Fujiwara a partire dal 2001 e raccolto poi in 14 Tankōbon inediti in Italia. La storia riprende la vicenda del videogioco Dragon Quest VII con qualche cambiamento[70].
- Dragon Quest - l'emblema di Roto II - Gli eredi dell'emblema
Seguito del precedente Dragon Quest: l'Emblema di Roto e realizzato dagli stessi autori e disegnatori, è iniziato nel 2005 su Young Gangan e ancora in corso, in Italia è serializzato da Star Comics e segue i discendenti della serie dell'Emblema di Roto.

Nel corso degli anni, sono stati inoltre pubblicati vari manga minori o strip Yonkoma basati sull'universo di Dragon Quest.

### Anime
Nel dicembre 1989, andò in onda la prima serie di anime ispirata a Dragon Quest, dal titolo Dragon Quest – Yuusha Abel Densetsu; la serie si componeva di 43 episodi. Fu supervisionata da Horii in persona, e la trama era deliberatamente ispirata al terzo gioco della serie. I primi tredici episodi della serie furono doppiati in lingua inglese e distribuiti negli Stati Uniti dalla Saba Entertainment sotto il nome di Dragon Warrior: Legend of the Hero Abel. Ad Akira Toriyama non furono accreditati i diritti per il character design, e quindi non percepì mai alcun compenso relativo all'anime.
Successivamente venne prodotta dalla Toei Animation una serie animata basata sul manga Dai no Daibōken. I quarantasei episodi costituenti l'anime furono trasmessi dal 17 ottobre 1991 al 24 settembre 1992. In Italia questa serie è conosciuta come I Cavalieri del Drago. Il 3 ottobre 2020 è iniziato il remake della serie, con lo stesso titolo, che dovrebbe coprire tutto il manga.

### Film
Il 20 aprile 1996 fu prodotto un film basato sulla serie, intitolato Dragon Quest Saga – The Crest of Roto.
Nel 2019 viene realizzato e pubblicato in Giappone Dragon Quest: Your Story, film d'animazione in CG basato sulla storia di Dragon Quest V. Nel 2020 viene distribuito anche in Occidente da Netflix.

## Sviluppo
I giochi della serie Dragon Quest sono stati sviluppati da Chunsoft, Heartbeat, ArtePiazza e, dall'ottavo episodio in poi, da Level-5.

### Storia
Nel 1982 il futuro creatore della serie, Yuji Horii, grazie alla partecipazione a un contest videoludico sponsorizzato da Enix, ebbe modo di viaggiare negli Stati Uniti e visitare l'AppleFest '83 a San Francisco; in questa occasione Horii scoprì la serie di videogiochi Wizardry. Da quest'ultima, e dalla saga di Ultima, prese ispirazione per creare un proprio gioco che introducesse l'utenza al concetto di videogioco di ruolo. Scelse quindi di sviluppare per la console Famicom di Nintendo, in quanto il gioco che aveva in mente di creare non sarebbe potuto essere sviluppato per il mercato delle sale giochi, per via della vastità, dell'alta longevità (e quindi necessità di un sistema di salvataggio dati), e della possibilità di morire spesso; tutto ciò avrebbe indicato quindi un eccessivo esborso di denaro da parte dei giocatori e il Famicom si rivelò la scelta migliore.

### Creazione e design
Una delle intenzioni principali di Horii, era quella di creare un RPG che si distinguesse da tutti quelli venuti prima: per questo motivo il design del gioco fu commissionato al mangaka Akira Toriyama (già conosciuto in patria per opere come Dr. Slump & Arale, e all'epoca al lavoro su Dragon Ball), il quale realizzò l'intero cast di personaggi, sotto la supervisione di Horii stesso. Toryiama illustrò anche le copertine di ogni titolo della serie, le quali però furono sostituite, nell'edizione americana dei primi quattro episodi, da artwork più simili all'immaginario occidentale. Stessa cosa successe con le illustrazioni dei manuali.
Nel creare il primo titolo della serie, Horii volle mettere a punto un sistema di gioco semplice e immediato, intuitivo a tal punto che il giocatore potesse iniziare la propria partita senza prima aver letto il manuale di istruzioni. Si impegnò inoltre per creare una valida storyline narrata attraverso dialoghi brevi e diretti.

## Influenza e lascito

### Impatto culturale

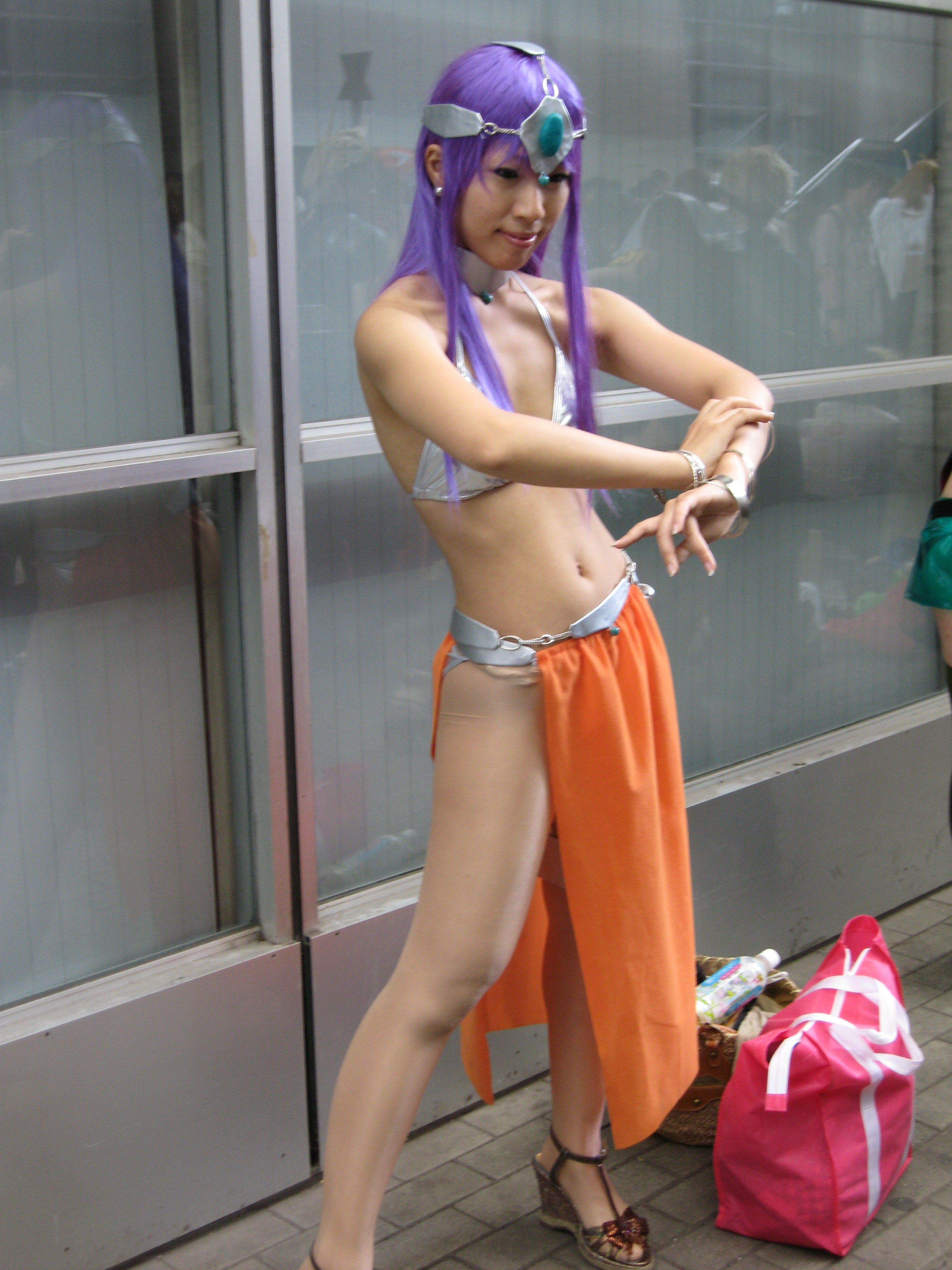
Una cosplayer di Dragon Quest

Dal terzo episodio, il Patty's Pub cominciò ad apparire nei titoli della serie. Con la pubblicazione del nono episodio, questo luogo fittizio divenne reale: il Patty's Pub, così come si presenta nella serie, fu costruito e aperto al pubblico ad Akihabara, un quartiere di Tokyo, nel 2009.
La serie di Dragon Quest è un fenomeno culturale in Giappone, e ha avuto un importante impatto sul popolo nipponico. Dall'industria del videogioco giapponese viene considerato il videogioco nazionale per eccellenza. Esiste una leggenda metropolitana secondo la quale la distribuzione del terzo episodio della serie causò in Giappone un arresto di massa: oltre 300 scolari furono arrestati per assenteismo scolastico mentre aspettavano di acquistare una copia del titolo in questione davanti a un negozio di videogiochi.
Per l'edizione del 2012 dell'April Fool's Hoax, Google annunciò una "versione NES" del suo servizio Google Maps, nel quale utilizzò la grafica e la musica di Dragon Quest.
La colonna sonora di Dragon Quest ha influenzato diversi settori della Performance art: fu la prima serie di videogiochi ad essere riadattata in un balletto dal vivo, inoltre furono prodotti vari concerti musicali e CD audio basati sull'immaginario della serie. Dal 1987, la colonna sonora della serie è eseguita annualmente in concerti dal vivo attraverso tutto il Giappone. Il primo concerto su Dragon Quest fu di ispirazione per le composizioni di Nobuo Uematsu per la serie Final Fantasy.

### Accoglienza
A Giugno del 2014, la serie di Dragon Quest ha venduto oltre 64 milioni di unità nel mondo, e in Giappone risulta essere una delle più famose e acclamate serie di videogiochi di sempre. Tutti i giochi della serie principale, e molti dei suoi spin-off, hanno venduto oltre un milione di copie in Giappone e alcuni di questi hanno superato i quattro milioni. Il remake di Dragon Quest VI ha venduto 0.91 milioni di copie in Giappone nei primi quattro giorni dalla sua distribuzione, un risultato eccezionale per un remake. Nel 2006 i lettori della rivista giapponese di videogiochi Famitsū, stilarono una classifica dei 100 più grandi videogiochi di tutti i tempi, e i primi otto episodi della serie erano tutti presenti: Dragon Quest III si posizionò terzo, Dragon Quest VIII quarto, Dragon Quest VII nono, Dragon Quest V undicesimo, Dragon Quest IV quattordicesimo, Dragon Quest II diciassettesimo, il primo Dragon Quest trentesimo, e Dragon Quest VI quarantaquattresimo. Nel 2009 Horii ricevette un riconoscimento speciale dalla Computer Entertainment Supplier's Association Developers Conference per la creazione del franchise Dragon Quest.
Il primo gioco della serie Dragon Quest è spesso citato come il primo RPG per console della storia. GameSpot definì il primo Dragon Quest come uno dei quindici videogiochi più influenti di tutti i tempi e il più influente RPG della storia, avendo di fatto dato il via al genere dei videogiochi di ruolo giapponesi, definendone la forma e i canoni. Gamasutra dichiarò che la serie di Dragon Quest, attraverso la trasformazione in videogioco dell'esperienza di RPG cartacei come Dungeons & Dragons, riuscì a gettare ufficialmente le basi del videogioco di ruolo standard. Molti giochi successivi come Mother, Breath of Fire o Lufia & the Fortress of Doom si ispirarono direttamente alla serie Dragon Quest. Il sistema di cambio classe introdotto in Dragon Quest III fu fonte di ispirazione per sistemi analoghi in vari altri titoli, specialmente la serie di Final Fantasy. Il sistema di combattimento automatizzato introdotto in Dragon Quest IV, grazie al quale il giocatore poteva preimpostare le mosse da far svolgere all'intelligenza artificiale, è considerato un precursore del sistema di combattimento di Final Fantasy XII, conosciuto come "Gambit System". Dragon Quest V è considerato il primo videogioco della storia a trattare il tema della gravidanza; inoltre è considerato, assieme alla saga di Megami Tensei, il precursore di serie come Pokémon, Digimon, o Dokapon, in quanto nel gioco era possibile reclutare i mostri incontrati durante gli scontri casuali e collezionarli, facendoli combattere assieme al giocatore, addestrandoli e facendoli salire di livello, insegnandogli così nuove mosse. Dragon Quest VI, il cui mondo di gioco è diviso tra un mondo reale e una dimensione onirica, è considerato un'importante fonte di ispirazione per videogiochi come Chrono Cross o Final Fantasy X. La serie di Dragon Quest fu premiata con sei riconoscimenti dal Guinness dei primati, tra i quali figurano "Serie di videogiochi di ruolo più venduta per Super Famicom", "Gioco venduto più velocemente in Giappone", e "Prima serie di videogiochi a ispirare un balletto".

### Approfondimenti
1. ↑  La versione giapponese di Dragon Quest VIII mantiene i testi scritti, mentre con Dragon Quest IX si è definitivamente passati a menu grafici
2. ↑  Nei titoli originali NES e nei remake DS sono stati eliminati, mentre su PlayStation, PlayStation 2, Dragon Quest IX e sui remake per GBC sono stati mantenuti.
3. ↑  Molte classi base hanno nomenclature diverse nelle diverse traduzioni inglesi. La classe Chierico ha subito diverse modifiche di nome. Inizialmente era noto in Dragon Warrior III come Pellegrino, mentre in Dragon Quest VI e IX è chiamato Sacerdote; il Lottatore è diventato nei suddetti Artista Marziale; il Giullare era noto nel III come Goof-off e nel VI come Vagabondo; il Guerriero era Soldato nel III, mentre il Mago varia tra Mago e Stregone a seconda dei titoli.
4. ↑  In ogni gioco, eccetto Dragon Quest VI, lo Slime è uno dei mostri nella prima area di gioco. L'eccezione vale anche per Dragon Quest VII dove la prima area non contiene nemici.
5. ↑  L'edizione nord americana dei remake per Game Boy Color di Dragon Quest I, II e III mantiene il nome originale Loto.

### Fonti
1. ↑  Gifford, Kevin. "20. Dragon Warrior: Though Art a Hero". The Essential 50 Archives: The Most Important Games Ever Made. 1UP.com. Accesso 26 marzo 2011.
2. ↑  Chi Kong Lui (2 marzo 2001). "Dragon Warrior I & II". GameCritics. Accesso 6 ottobre 2009.
3. ↑  (EN) Copia archiviata, su 1up.com. URL consultato il 12 febbraio 2011 (archiviato dall'url originale il 4 giugno 2011).
4. 1 2   Dragon Warrior, in Nintendo Power, vol. 7, Tokuma Shoten, luglio/agosto 1989,  pp. 39-50.
5. ↑  (EN) http://uk.ds.ign.com/articles/114/1149559p1.html
6. ↑  (EN) http://www.gamasutra.com/view/feature/4066/game_design_essentials_20_rpgs.php?page=12
7. ↑  (EN) https://kotaku.com/5509744/losing-our-religion
8. 1 2 3 4 5 6 7 8 9 10 11 12  (EN) http://www.gamasutra.com/view/feature/3520/the_history_of_dragon_quest.php?print=1
9. ↑  (EN) https://www.destructoid.com/the-rubbing-of-breasts-on-faces-in-dragon-quest-ix-181483.phtml
10. ↑  (EN) Copia archiviata, su uk.psx.ign.com. URL consultato il 19 luglio 2008 (archiviato dall'url originale il 13 luglio 2011).
11. ↑  (JA) 週刊少年ジャンプ (Weekly Shōnen Jump), vol. 45, Kazuhiko Torishima, 1989,  p. 8.
12. ↑   Dragon Warrior I and II Official Strategy Guide, Prima Publishing, 2000,  pp. 46-50 e 98-105, ISBN 0-7615-3157-2.
13. ↑   Dragon Warrior III Official Strategy Guide, Prima Publishing, 2001,  pp. 121-130, ISBN 0-7615-3638-8.
14. ↑   Dragon Warrior VII Official Strategy Guide, Prima Publishing, 2001,  pp. 147-155, ISBN 0-7615-3640-X.
15. ↑  (EN) http://uk.ps2.ign.com/articles/555/555685p1.html Archiviato il 3 gennaio 2013 in Archive.is.
16. ↑  (EN) http://uk.ds.ign.com/articles/792/792134p1.html Archiviato il 13 luglio 2011 in Internet Archive.
17. ↑   Dragon Warrior Instruction Manual, Nintendo, 1989.
18. 1 2   Yasuhiro Fukushima, Unveiled Secrets of Dragon Warrior II, Enix.
19. 1 2   Nintendo Power, vol. 16, Tokuma Shoten, settembre/ottobre 1990,  p. 67.
20. 1 2  (EN) https://www.gamespot.com/dragon-warrior-iii/reviews/dragon-warrior-iii-review-2800706/
21. ↑   Tom Magrino, Dragon Quest trilogy descends on DS, su gamespot.com, GameSpot, 21 maggio 2008. URL consultato il 20 febbraio 2011.
22. ↑   Calvin, Dragon Quest IV Symphonic Suite, su squareenixmusic.com, Square Enix Music Online. URL consultato il 21 giugno 2012 (archiviato dall'url originale l'8 luglio 2010).
23. ↑   Nintendo Power, vol. 229, Future US, luglio 2008,  pp. 50-57.
24. ↑   Dragon Warrior III Official Strategy Guide, Prima Publishing, 2001,  pp. 87-89, ISBN 0-7615-3638-8.
25. ↑  (EN) http://www.allgame.com/game.php?id=2730 Archiviato il 2 gennaio 2010 in Internet Archive.
26. ↑  (EN) Copia archiviata, su uk.psx.ign.com. URL consultato il 12 gennaio 2009 (archiviato dall'url originale il 13 luglio 2011).
27. ↑  (EN) http://www.dqshrine.com/dw/seinterview.htm
28. ↑  (EN) https://www.gamefaqs.com/ds/942423-dragon-quest-v-hand-of-the-heavenly-bride/data
29. ↑  (EN) https://www.gamefaqs.com/ds/942424-dragon-quest-vi-realms-of-revelation/data
30. ↑  (EN) https://www.gamefaqs.com/ps2/583527-dragon-quest-viii-journey-of-the-cursed-king/data
31. ↑  (EN) Copia archiviata, su 1up.com. URL consultato il 16 giugno 2011 (archiviato dall'url originale il 19 ottobre 2013).
32. ↑  (EN) http://www.eurogamer.net/articles/i_dragonquestviii_ps2
33. ↑  (EN) https://www.gamefaqs.com/ds/937281-dragon-quest-ix-sentinels-of-the-starry-skies/data
34. ↑  (EN) http://www.edge-online.com/news/wii-gets-dragon-quest-x
35. ↑  (EN) http://www.edge-online.com/news/dragon-quest-x-confirmed-wii-u
36. ↑   Antonello "Kirito" Bello, Dragon Quest 11 – Echi di un'era perduta. Recensione: il massimo splendore dei JRPG, su Everyeye, 28 agosto 2018.
37. ↑   Gianluca Saitto, Dragon Quest 12 The Flames of Fate: annunciato il nuovo titolo della storica saga JRPG, su Tom's HARDWARE, 27 maggio 2021.
38. ↑  Klepek, Patrick (2006-12-12). "Dragon Quest IX Announced for Nintendo DS?!". 1up. Accesso 2007-09-16.
39. ↑  "Dragon Quest Monsters: Battle Road Victory". GameFAQs. Accesso 2010-11-19.
40. ↑  "Dragon Quest Monsters: Battle Road Victory – Senyou Color Code Scanner". GameFAQs. Accesso 2010-11-19.
41. ↑  Provo, Frank (2006-09-20). "Pokemon Dungeon Blue Review". GameSpot. Accesso 2011-03-01.
42. ↑  Williamson, Matthew (2006-05-06). "Fushigi no Dungeon 2". GameSetWatch. Accesso 2007-09-16.
43. ↑  "Japan Votes on All Time Top 100". Edge. 2006-03-03. Accesso 2008-12-13.
44. ↑  Gertsmann, Jeff (2000-12-01). "Torneko: The Last Hope Review". GameSpot. Accesso 2011-02-12.
45. ↑  Chunsoft. "不思議のダンジョン3 トルネコの大冒険" (in Japanese). Playstation 2. Enix.
46. ↑  Chunsoft. "Dragon Quest Characters: Torneko no Daibouken 2 Advance" (in Japanese). Game Boy Advance. Enix.Chunsoft. "Dragon Quest Characters: Torneko no Daibouken 3 Advance" (in Japanese). Game Boy Advance. Square Enix.
47. ↑  Surrette, Tim (2006-01-27). "Dragon Quest VIII spin-off dated for Japan". GameSpot. Accesso 2011-03-01.
48. ↑  DeVries, Jack (2008-03-04). "Mystery Dungeon: Shiren the Wanderer Review". IGN. Accesso 2010-11-19.
49. ↑  Parish, Jeremy (2010-10-28). "Z.H.P.: Unlosing Ranger vs. Darkdeath Evilman Review". 1up. Accesso 2010-11-19.
50. ↑  "Dragon Warrior Monsters United States release date". IGN. Accesso 2007-09-04.
51. ↑  "Dragon Quest castle erected". Japanese News Review. 2007-07-15. Archived from the original on 2007-10-14. Accesso 2011-02-12.
52. ↑  Kohler, Chris (2004). "4 – Quests and Fantasies: The Japanese RPG". Power-Up: How Japanese Video Games Gave the World an Extra Life. Indianapolis, IN: BradyGames. pp. 84–89. ISBN 978-0-7440-0424-3.
53. 1 2  Gifford, Kevin (24 febbraio 2010). "Dragon Quest Composer Reflects on 24 Years of Games: Kouichi Sugiyama on Japan's most recognized game music.". 1UP.com. Accesso 18 aprile 2011.
54. ↑  Gann, Patrick. "Dragon Quest Suite". RPGfan. Accesso 2007-09-15.
55. ↑  Patrick Gann. "The "Eight Melodies" Template: How Sugiyama Shaped RPG Soundtracks". RPGFan. Accesso 4 settembre 2011.
56. ↑  Gifford, Kevin. "The Essential 50 Part 20 – Dragon Warrior". 1UP.com. Accesso 15 maggio 2011.
57. ↑  Thomas, Damien. "Dragon Quest Game Music Super Collection Vol. 1". RPGfan. Accesso 2007-09-15.
58. 1 2  Thomas, Damien. "Symphonic Suite Dragon Quest Complete CD-Box". RPGfan. Accesso 2007-09-15.
59. ↑  Gann, Patrick. "Dragon Quest VI ~The Dream World~ Symphonic Suite". RPGfan. Accesso 2007-09-15.
60. 1 2  ゲーム関連書籍 [Game Related Books Story] (in Japanese). Square Enix. ドラゴンクエスト関連. Accesso 2010-11-22.
61. ↑  ドラゴンクエストIII 下巻 [Game Book Dragon Quest III]. エニックス出版局 (in Japanese). First. Japan: Enix. 1988. ISBN 4-900527-04-1.
62. ↑  Jump up to: a b "GeGeGe no Kitarō Anime Movie to Open in Japan in December". Anime News Network. 2008-03-17. Accesso 2009-06-15.
63. ↑  週刊少年ジャンプ [Weekly Shōnen Jump] (in Japanese) 45. Japan: Kazuhiko Torishima. 1989. p. 72.
64. ↑  "Manga of 1989: A.d. Police, Violence Jack, Dragon Quest: Dai No Daiboken, Jushin Liger, Zetsuai 1989, Dear Boys, Spriggan". Amazon. Accesso 2010-12-04.
65. ↑  "4 Koma Manga Theater". The Dragon Quest and Dragon Warrior Shrine. Accesso 2010-12-04
66. ↑  "Miscellaneous Manga". The Dragon Quest and Dragon Warrior Shrine. Archived from the original on 2010-08-22. Accesso 2010-12-04.
67. ↑  Takizawa, Hiroyuki (1990). ドラゴンクエストへの道 [The Road to Dragon Quest] (in Japanese). Ishimori Productions/Enix. ISBN 978-4-900527-26-3.
68. ↑  "Emblem of Roto". The Dragon Quest and Dragon Warrior Shrine. Archived from the original on 2010-02-11. Accesso 2010-12-04.
69. ↑  "Maboroshi no Daichi". The Dragon Quest and Dragon Warrior Shrine. Archived from the original on 2010-03-17. Accesso 2010-12-04.
70. ↑  "Warriors of Eden". The Dragon Quest and Dragon Warrior Shrine. Archived from the original on 2010-03-24. Accesso 2010-12-04.
71. ↑  "Abel Yuusha". The Dragon Quest and Dragon Warrior Shrine. Archived from the original on 2010-02-11. Accesso 2010-12-04.
72. ↑  ドラゴンクエスト・ダイの大冒険 [Dragon Quest: Dai's Adventure] (in Japanese). Toei Animation. Accesso 2010-12-04.
73. ↑  Boulette, Bryan (2006). "Square Enix: Dinosaur or Leader". RPGamer. Accesso 2007-09-24.
74. ↑  "The Designers Of Dragon Quest". IGN. 2002-12-02. Accesso 2011-02-12.
75. 1 2 3 4  Kalata, Kurt. "The History of Dragon Quest". Gamasutra. Accesso 2009-09-29.
76. 1 2  "Nintendo Power" 221. Future US. November 2007. pp. 78–80.
77. ↑  "Dragon Quest: Sentinels of the Starry Skies". Iwata Asks. Square Enix. Iwata Asks Dragon Quest IX Video 1 The History of Dragon Quest. Accesso 2010-12-05.
78. ↑  Thompson, Jason (10 marzo 2011). "Jason Thompson's House of 1000 Manga – Dragon Ball". Anime News Network. Accesso 24 marzo 2013.
79. ↑  Maragos, Nich (2005-05-19). "Previews: Dragon Quest VIII". 1up. Accesso 2007-04-21.
80. 1 2  Oxford, Nadia (2011-05-25). "The Art of Dragon Quest". GamePro. Archived from the original on 2011-11-30. Accesso 2011-08-03.
81. 1 2  "【CEDEC 2009】『ドラクエ』は藤子さんになれたらいい――堀井氏が基調講演" CEDEC 2009 Dragon QuestFuji's Good Time——Horii Keynote (in Japanese). Famitsu. 2009-09-01. Accesso 2011-02-14.
82. ↑  "Behind the Games: Dragon Quest's Yuji Horii (DS)". GameSpot. Accesso 2011-02-16.
83. ↑  Kishida, Maya. "エンターテインメント – Vol.2 堀井 雄二 インタビュー" [Entertainment Vol. 2 – Interview of Yuji Horii]. Japan Media Arts Plaza. Archived from the original on 2010-06-14. Accesso 15 ottobre 2011.
84. ↑  Quartermann (June 1989). "Gaming Gossip". Electronic Gaming Monthly (Lombard, IL: Sendai Publications) (2): 26. ISSN 1058-918X. OCLC 23857173.
85. ↑  Kat Bailey, Justin Haywald, Ray Barnholt and Tim Rogers (2011-05-25). "Dragon Quest 25th Anniversary Edition" (mp3). GamePro. Archived from the original on 2011-12-05.
86. ↑  Gilbert, Henry (11 luglio 2010). "Everything you need to know about Dragon Quest – There is no Dragon Quest law". GamesRadar. Accesso 24 luglio 2011.
87. ↑  Robertson, Adi (31 marzo 2012). "Google Maps coming soon to the NES". The Verge. Accesso 31 marzo 2012.
88. ↑  Glenday, Craig, ed. (2008-03-11). "Record-Breaking Games: Dragon Quest". Guinness World Records Gamer's Edition 2008. Guinness World Records. p. 161. ISBN 978-1-904994-21-3.
89. ↑  Lewis, Ed (2004-01-27). "The Dragon Quest Symphony". IGN. Accesso 2005-05-29.
90. ↑  Kennedy, Sam (2005-12-02). "Dragon Quest vs. America". 1up. Accesso 2007-09-10.
91. ↑  Kohler, Chris (2009-07-21). "An Evening With Uematsu, Final Fantasy's Music Man". Wired. Accesso 2011-02-13.
92. ↑  "Square Enix Press Center - CRYSTAL DYNAMICS UNVEILS RISE OF THE TOMB RAIDER". Square Enix. 2014-06-09. Accesso 2014-06-10.
93. ↑  Gantayat, Anoop (2006-12-11). "Dragon Quest 9 set for DS". IGN. Accesso 2011-02-12
94. ↑  Nutt, Christian (2005-11-22). "Dragon Quest VIII: Journey of the Cursed King". GameSpy. Accesso 2011-02-12.
95. ↑  "Japanese Platinum Game Chart". Magic Box. Archived from the original on 2007-12-13. Accesso 2007-09-18.
96. ↑  "DS版ドラクエVI、初週91万本販売 IV、Vを上回る" [Dragon Quest VI (DS) sells 0.91 million copies within the first week beating IV and V] (in Japanese). ITmedia. Accesso 2010-07-21.
97. ↑  Campbell, Collin. "Japan Votes on All Time Top 100". Edge. Accesso 2009-10-02.
98. ↑  Graft, Kris (2009-09-04). "CEDEC 09: Dragon Quest Creator Yuji Hori Headlines Awards". Gamasutra. Accesso 2011-02-14.
99. ↑  "GameSpot's 15 most influential". GameSpot. 2000. Archived from the original on 2001-06-25. Accesso 2011-02-12.
100. ↑  "The Gamasutra Quantum Leap Awards: Role-Playing Games". Honorable Mention: Dragon Warrior. Gamasutra. 2006-10-06. Accesso 2011-03-28.
101. ↑  "Clone Warriors: RPGs Inspired by Dragon Quest". The 25th Anniversary of Dragon Quest. 1up. Accesso 2011-09-01.
102. ↑  Parish, Jeremy. "Dragon Quest: Ye Complete Dragonography". 1-up. Accesso 2011-02-21.
103. ↑  Reeves, Ben (14 febbraio 2011). "A Warrior's Quest: A Retrospective of Square-Enix's Classic RPG Series". Game Informer. Accesso 28 dicembre 2011.
104. ↑  "Monster Collecting". Gaming's most important evolutions. Gamesradar. 2010-10-08. Accesso 2011-03-01.
105. ↑  "Weird and Wonderful Records". Guinness Book of World Records. 2008. Archived from the original on 2008-03-29. Accesso 2008-09-17.